# NGC 7545
NGC 7545 est une  galaxie spirale barrée située dans la constellation de la Grue. Sa vitesse par rapport au fond diffus cosmologique est de 1 842 ± 28 km/s, ce qui correspond à une distance de Hubble de 27,2 ± 2,0 Mpc (∼88,7 millions d'al). NGC 7545 a été découverte par l'astronome britannique John Herschel en 1834.
Selon la base de données Simbad, NGC 7545 est une candidate au titre de  galaxie à noyau actif.

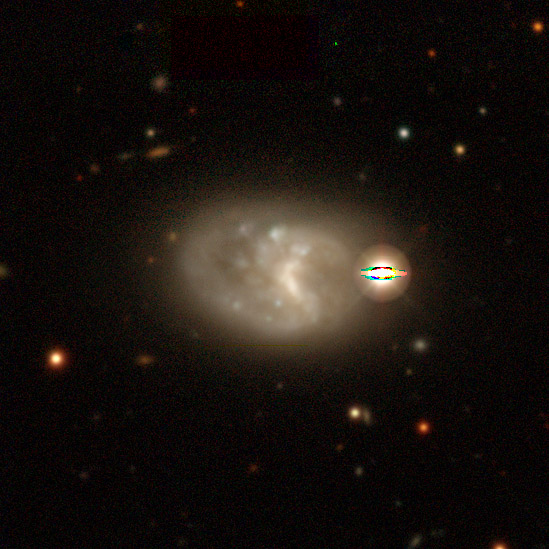
NGC 7544 par le projet « Legacy Surveys DR10 ».

## NGC 7545, membre d'un filament galactique
NGC 7545, ainsi que plusieurs galaxies des catalogues NGC et ESO font partie d'un filament galactique qui sépare deux vide, ceux de l'Éridan et du Sculpteur.